# Presidentiële Garde (Mexico)

Embleem van de Presidentiële Garde

De Presidentiële Garde (Spaans: Estado Mayor Presidencial) was het instituut dat het leven en de veiligheid van de president van Mexico moest waarborgen. Het is in 2018 opgeheven en vervangen door de Nationale Garde.
De Presidentiële Garde maakte deel uit van het Mexicaanse Leger en stond altijd onder leiding van een generaal. Naast de zittende president beschermde de Presidentiële Garde ook voormalige presidenten en presidentskandidaten in verkiezingstijd. President Andrés Manuel López Obrador besloot om het instituut op te heffen met het argument dat er bezuinigd diende te worden. Analisten zijn het er over eens dat meespeelde dat het elitekorps ook politieke taken op zich had genomen waar het niet voor was opgericht.